# Oakland Raiders 1972
La stagione 1972 degli Oakland Raiders è stata la terza della franchigia nella National Football League, la 13ª complessiva. La squadra vinse il secondo titolo di division degli ultimi tre anni. Nel divisional round dei playoff fu eliminata dai Pittsburgh Steelers con un controverso touchdown di Franco Harris in un'azione divenuta nota come "The Immaculate Reception". Questo episodio diede vita a un'accesa rivalità tra Steelers e Raiders che ebbe il suo picco negli anni settanta, quando entrambe le squadre erano tra le migliori della lega ed entrambe erano note per il loro gioco violento e fisico. Le squadre si incrociarono nei playoff in ognuna della successive quattro stagioni

## Scelte nel Draft 1972
| Scelte dei Raiders nel Draft 1972 |        |                |       |                      |
| Giro                              | Scelta | Giocatore      | Ruolo | College              |
| 1                                 | 21     | Mike Siani     | WR    | Villanova            |
| 2                                 | 33     | Kelvin Korver  | DT    | Texas A&M            |
| 2                                 | 43     | John Vella     | T     | USC                  |
| 3                                 | 72     | Mel Lunsford   | DE    | Central State (OH)   |
| 4                                 | 98     | Cliff Branch   | WR    | Colorado             |
| 4                                 | 100    | Dave Dalby     | C     | UCLA                 |
| 6                                 | 131    | Dan Medlin     | G     | North Carolina St.   |
| 7                                 | 173    | Ray Jamieson   | RB    | Memphis              |
| 7                                 | 176    | Skip Thomas    | DB    | USC                  |
| 7                                 | 178    | Dennis Pete    | DB    | San Francisco St.    |
| 8                                 | 202    | Jackie Brown   | RB    | Stanford             |
| 9                                 | 228    | Dave Bigler    | RB    | Morningside          |
| 10                                | 254    | Phillip Price  | DB    | Idaho St.            |
| 11                                | 277    | Joe Carroll    | LB    | Pittsburgh           |
| 12                                | 306    | Kent Gaydos    | WR    | Florida St.          |
| 13                                | 333    | Ted Covington  | WR    | Cal State-Northridge |
| 14                                | 358    | Dennis Cambal  | TE    | William & Mary       |
| 15                                | 364    | Charles Hester | RB    |                      |
| 15                                | 384    | Dave Snesrud   | LB    | Hamline              |
| 16                                | 410    | Willie Wright  | TE    | North Carolina A&T   |

## Roster
| Roster degli Oakland Raiders nel 1972 |
| --- |
| Quarterback - 3 Daryle Lamonica - 12 Ken Stabler Running Back - 40 Pete Banaszak - 28 Clarence Davis - 32 Don Highsmith - 44 Marv Hubbard - 23 Charlie Smith Wide Receiver - 25 Fred Biletnikoff - 21 Cliff Branch - 49 Mike Siani Tight End - 87 Raymond Chester - 88 Bob Moore Offensive Linemen - 76 Bob Brown T - 64 George Buehler G - 50 Dave Dalby C - 00 Jim Otto C - 78 Art Shell T - 63 Gene Upshaw G Defensive Linemen - 84 Tony Cline DE - 82 Horace Jones DE - 74 Tom Keating DT - 71 Kelvin Korver DT - 60 Otis Sistrunk DE - 80 Art Thoms DT Linebacker - 55 Dan Conners - 86 Gerald Irons - 54 Terry Mendenhall - 34 Gus Otto - 41 Phil Villapiano Defensive Back - 43 George Atkinson FS - 24 Willie Brown CB - 31 Jack Tatum FS - 26 Skip Thomas CB Special Team - 16 George Blanda K |
| Legenda - I rookie sono in corsivo. - Il primo ruolo è il principale mentre gli eventuali successivi indicano i ruoli secondari. - (IR) sta per Injured Reserve ed indica la lista ristretta per un solo giocatore infortunato che può tornare ad allenarsi dopo la settimana 6 e a rientrare in prima squadra dopo che questa ha giocato 8 partite. - (NF-Inj.) / (NF-Ill.) stanno rispettivamente per Non-Football Injured e Non-Football Illness ed indicano le liste dove viene inserito un giocatore che ha un infortunio o una malattia non dipendente dal football americano. - (PUP) sta per Physically Unable to Perform ed indica la lista dove viene inserito un giocatore mentre è in attesa di recuperare la condizione fisica. Nella stagione regolare dopo la sesta partita giocata dalla propria squadra, il giocatore ha tempo tre settimane per riprendere ad allenarsi, più tre settimane aggiuntive dal suo rientro agli allenamenti per rientrare in prima squadra. |

## Calendario
| Stagione regolare |                        |           |
| Turno             | Avversario             | Risultato |
| 1                 | at Pittsburgh Steelers | S 34–28   |
| 2                 | at Green Bay Packers   | V 20–14   |
| 3                 | San Diego Chargers     | P 17–17   |
| 4                 | at Houston Oilers      | V 34–0    |
| 5                 | Buffalo Bills          | V 28–16   |
| 6                 | Denver Broncos         | S 30–23   |
| 7                 | Los Angeles Rams       | V 45–17   |
| 8                 | at Kansas City Chiefs  | S 27–14   |
| 9                 | at Cincinnati Bengals  | V 20–14   |
| 10                | at Denver Broncos      | V 37–20   |
| 11                | Kansas City Chiefs     | V 26–3    |
| 12                | at San Diego Chargers  | V 21–19   |
| 13                | New York Jets          | V 24–16   |
| 14                | Chicago Bears          | V 28–21   |

### Playoff
| Stagione regolare |                  |                        |           |
| Turno             | Data             | Avversario             | Risultato |
| Divisional        | 23 dicembre 1972 | at Pittsburgh Steelers | S 13–7    |

## Classifiche
| AFC West Division  |    |   |   |      |       |       |     |     |     |
|                    | V  | S | P | %    | DIV   | CONF  | PF  | PS  | STR |
| Oakland Raiders    | 10 | 3 | 1 | .750 | 3–2–1 | 7–3–1 | 365 | 285 | V6  |
| Kansas City Chiefs | 8  | 6 | 0 | .571 | 4–2   | 6–5   | 287 | 254 | V3  |
| Denver Broncos     | 5  | 9 | 0 | .357 | 2–4   | 4–6   | 325 | 350 | V2  |
| San Diego Chargers | 4  | 9 | 1 | .321 | 2–3–1 | 4–6–1 | 264 | 344 | S3  |

Nota: I pareggi non venivano conteggiati ai fini della classifica fino al 1972.